# Fjällig kolibri
Fjällig kolibri (Phaeochroa cuvierii) är en fågel i familjen kolibrier. Den förekommer i skogsbryn och gläntor från södra Mexiko till norra Colombia. Beståndet anses vara livskraftigt.

## Utseende
Fjällig kolibri är en rätt stor kolibri med anspråkslös fjäderdräkt och medellång, rak näbb. Båda könen har mattgrön fjäderdräkt, svart näbb, smutsbeige buk, vita stjärthörn och som många andra kolibrier en vit fläck bakom ögat. Bröstet är svagt fläckat, inte särskilt tydligt fjälligt som namnet låter påskina.

## Utbredning och systematik
Fjällig kolibri placeras oftast som ensam art i släktet Phaeochroa. Den förekommer från södra Mexiko söderut genom Centralamerika till norra Colombia. Arten delas in i fem underarter med följande utbredning:
- Phaeochroa cuvierii roberti – förekommer från sydostligaste Mexiko till Belize, Guatemala och nordöstra Costa Rica
- cuvierii-gruppen
  - Phaeochroa cuvierii maculicauda – förekommer på Stillahavssluttningen i Costa Rica
  - Phaeochroa cuvierii furvescens – förekommer på Stillahavssluttningen i västra Panama
  - P. c. saturatior – förekommer på Coiba
  - Phaeochroa cuvierii cuvierii – förekommer i östra och centrala Panama
  - Phaeochroa cuvierii berlepschi – förekommer utmed kusten i norra Colombia (från Cartagena till Barranquilla)

## Levnadssätt
Fjällig kolibri hittas i fuktiga tropiska låglänta områden. Där föredrar den skogsbryn och intilliggande gläntor med spridda träd, blommande buskar och trädgårdar.

## Status
Arten har ett stort utbredningsområde och beståndet anses stabilt. Internationella naturvårdsunionen IUCN listar den därför som livskraftig (LC). Beståndet uppskattas till i storleksordningen 50 000 till en halv miljon vuxna individer.

## Namn
Fågelns vetenskapliga artnamn hedrar Léopold Chrêtien Frédéric Dagobert Baron Cuvier (1769-1832), fransk anatomist bättre känd genom sitt författarnamn Georges Cuvier.